# 瓦伊瓦里
瓦伊瓦里是拉脱维亚尤爾馬拉市的一个住宅区和街区。瓦伊瓦里国家康复中心就位于此地。

## 历史
瓦伊瓦里火车站建于1927年，最初定名为浅利II；车站于1938年更名为瓦伊瓦里站。